# 1566
1566 (MDLXVI) var ett normalår som började en tisdag i den julianska kalendern.

## Händelser

### Januari
- 7 januari – Sedan Pius IV har avlidit året innan väljs Michele Ghislieri till påve och tar namnet Pius V.

### Mars
- 26 mars – Cirka 250 svenskar under befäl av Nils Boije af Gennäs, Nils Svantesson Sture och Erik Stenbock dödas, då ett torn på Bohus fästning sprängs i luften av försvararna. Den så kallade Bohusiska smällen.

### Juni
- Juni – Nils Svantesson Sture faller i onåd hos kung Erik XIV. Han kallas till Stockholm och döms till döden av Höga nämnden, men benådas. Dock tvingas han göra ett skymfligt uttåg ur staden.

### Juli
- 13 juli – Danskarna bränner ner Bogesund (som en del av Nordiska sjuårskriget).[1]
- 15 juli – Danskarna bränner ner Falköping.[1]
- 23 juli – Danskarna bränner ner Skara domkyrka.[1]
- 26 juli – Svenskarna besegrar danskarna i det tredje sjöslaget vid Ölands norra udde.
- 28–29 juli – Den danska flottan, som flytt till Gotland, förliser utanför ön.

### Augusti
- 9 augusti – Erik XIV befaller alla landsköpmän i Västerbotten att flytta till Kalmar (dock förgäves).
- 10 augusti – Beeldenstorm utbryter i Nederländerna.

### Okänt datum
- Hertig Johan (III):s hustru Katarina Jagellonica hotas av utlämning till Ryssland då tsaren Ivan IV den förskräcklige vill ha henne som gisslan mot Polen.
- Den danske befälhavaren Daniel Rantzau beger sig till Västergötland och härjar, medan svenskarna härjar Skåne.

## Födda
- 2 april – Maria Maddalena dei Pazzi, italiensk mystiker och helgon.
- 19 juni – Jakob I/VI, kung av Skottland 1567–1625 samt av England och Irland 1603–1625.
- 20 juni – Sigismund, kung av Polen 1587–1632 och av Sverige 1592–1599.
- 19 september – Peder Månsson Utter, svensk arkivman och genealog.
- 15 eller 16 oktober – Sigrid Eriksdotter Vasa, svensk prinsessa, dotter till Erik XIV och Karin Månsdotter.
- 18 oktober – Sivert Beck, dansk ägare till Näsbyholms slott och Vanås.
- odaterad – Caterina Vitale, maltesisk apotekare.

## Avlidna
- 9 mars – David Rizzio, sekreterare till Skottlands drottning, Maria Stuart, mördad.
- 4 april – Daniele da Volterra, italiensk målare.
- 15 april – Louise Labé, fransk poet och författare.
- 25 april – Diane de Poitiers, fransk hovdam, älskarinna till Henrik II av Frankrike.
- 1 juli – Nostradamus, fransk astrolog, matematiker och läkare.
- 9 september – Klas Kristersson Horn (död i pesten).

### Fotnoter
1. 1 2 3  ”Värmlands brandhistoriska klubb”. Arkiverad från originalet den 12 oktober 2011. https://www.webcitation.org/62NB7kO36?url=http://www.brandhistoriska.org/olyckor_se.html. Läst 25 mars 2011.